# Municipio de East Fairfield
El municipio de East Fairfield (en inglés, East Fairfield Township) es un municipio del condado de Crawford, Pensilvania, Estados Unidos. Tiene una población estimada, a mediados de 2023, de 823 habitantes.

## Geografía
Está ubicado en las coordenadas 41°33′01″N 80°04′38″O / 41.55028, -80.07722 (41.550146, -80.077184).

## Demografía
Según la estimación 2019-2023 de la Oficina del Censo, los ingresos medios de los hogares son de $72,083 y los ingresos medios de las familias son de $80,250. Alrededor del 8.5% de la población está por debajo de la línea de pobreza.